# Sonate en sol mineur (Scarlatti, ms. Montserrat)

La sonate en sol mineur (K. deest, Johnsson 22) est une œuvre pour clavier attribuée au compositeur italien Domenico Scarlatti. Non répertoriées par Kirkpatrick en raison de leur découverte récente, les sonates dites « K. deest » (manquant), représentent environ une soixantaine de sonates, selon Christopher Hail.
Le musicologue Bengt Johnsson, éditeur de l'édition Henle, attribue la sonate à Hasse (un élève d'Alessandro), « selon des recherches récentes ».

## Présentation
La sonate K. deest en sol mineur, notée Largo, forme un couple avec la sonate en sol majeur, dans le manuscrit de Monserrat.  Elle semble plus élaborée que sa compagne, mais aussi moins authentique, en raison des harmonies plus terre-à-terre et les formules de la main gauche inhabituelles pour Scarlatti.
Christopher Hail remarque que les tierces décalées du second thème (mesures 4 et 5) ont des sonorités françaises, comme dans la pièce de Rameau Les soupirs, extrait de la suite en ré majeur du livre de 1724, un exemple très proche.

## Manuscrit
Le manuscrit principal est conservé aux archives de l'abbaye de Montserrat, ms. AM 2158.

## Interprètes
La sonate K. deest en sol mineur, est défendue au piano, par Ievgueni Soudbine (2004, BIS), Claire Huangci (2015, Berlin Classics) ; au clavecin par Richard Lester (2004, Nimbus, vol. 7). Marco Ghirotti l'interprète à l'orgue (2007, Tactus) et Cristina Bianchi (2019, Oehms Classics) à la harpe.

## Sources
: document utilisé comme source pour la rédaction de cet article.
- Malcolm Boyd, « Sonates pour clavier inconnues », p. 9, Erato/Apex (2564 69896-8), 1994 (OCLC 31201166) .
- (es) Celestino Yáñez Navarro (thèse), Nuevas aportaciones para el estudio de las sonatas de Domenico Scarlatti. Los manuscritos del Archivo de Música de las Catedrales de Zaragoza, Université autonome de Barcelone, 2016 (lire en ligne)